# Null hoch null
Null hoch null (00) wird in der Mathematik je nach Anwendungsfall entweder als 1 definiert, oder als unbestimmter Ausdruck betrachtet. Die Frage, ob und auf welche Weise dem Ausdruck ein eindeutiger Wert zugeordnet werden kann, hat die Mathematiker spätestens seit der ersten Hälfte des 19. Jahrhunderts beschäftigt.

## Mögliche Definitionen
Es gibt zwei naheliegende Werte, die man {\displaystyle 0^{0}} zuweisen könnte:
- {\displaystyle 1}, weil {\displaystyle x^{0}=1} für beliebige {\displaystyle x\in \mathbb {R} \setminus \{0\}\,},
- {\displaystyle 0}, weil {\displaystyle 0^{y}=0} für beliebige {\displaystyle y\in \mathbb {R} ^{+}\,}.

In weiten Teilen der Mathematik setzt man {\displaystyle 0^{0}=1}, denn dann funktionieren viele Formeln auch für die Grenzfälle 0, die man sonst ausschließen oder speziell behandeln müsste, siehe zum Beispiel unten die Ausführungen zur binomischen Formel. Es gibt aber auch moderne Analysislehrbücher, die die Potenz {\displaystyle 0^{0}} (in dieser Form) ausdrücklich undefiniert lassen. Die Frage nach einem Beweis für {\displaystyle 0^{0}=1} stellt sich nicht, denn die üblichen Definitionen für {\displaystyle x^{y}} versagen für {\displaystyle x=y=0}. Es sind praktische Erwägungen, die eine Definition {\displaystyle 0^{0}=1} nahelegen.

## Null hoch null als Grenzwert

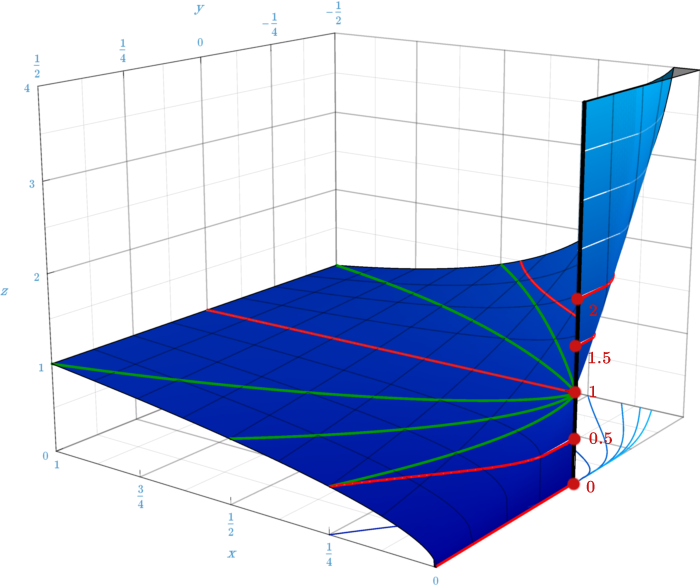
Der Graph der Funktion für und unter besonderem Augenmerk auf die Umgebung von, in welcher (senkrechten) Geraden die Fläche endet. Die farbigen Kurven zeigen verschiedene Annäherungen an (0;0) mit verschiedenen Grenzwerten für. Rot dargestellt ist u. a. die Gerade entsprechend sowie der Strahl für.

Die nebenstehende Abbildung veranschaulicht in ihrer 3D-Darstellung des Graphen die Funktion {\displaystyle z=x^{y}}. Für {\displaystyle x=0,y=0} konvergiert die Fläche auf eine senkrechte Halbgerade. Dies bedeutet, dass beliebige Werte {\displaystyle z\in \mathbb {R} _{\geq 0}} durch geeignete Wahl von Näherungspunkten {\displaystyle (x;y)} an den Ursprung {\displaystyle (0;0)} (rote Linien) erreicht werden können. So ist z. B.
1. {\displaystyle \lim _{y\to 0+}0^{y}=0},
2. {\displaystyle \lim _{y\to 0+}{\Bigl (}\mathrm {e} ^{-y^{-2}}{\Bigr )}^{y}=0},
3. {\displaystyle \lim _{t\to +\infty }x^{y}=c}
   mit {\displaystyle 0<c<1}, {\displaystyle x=c^{t}} und {\displaystyle y={\tfrac {1}{t}}},
4. {\displaystyle \lim _{x\to 0+}x^{0}=1} und
5. {\displaystyle \lim _{y\to 0-}{\Bigl (}\mathrm {e} ^{-y^{-2}}{\Bigr )}^{y}=+\infty }.

Die Beispiele zeigen, dass die Funktion {\displaystyle z=x^{y}} an der Stelle {\displaystyle (0;0)} divergiert, denn ein Grenzwert von der Art  {\displaystyle \textstyle \lim _{(x;y)\to (0;0)}\;x^{y}} existiert offensichtlich nicht.
Ein Ausdruck, der unter dem Zeichen des Grenzwertes steht und der sich nicht auf Grund von Grenzwertsätzen und Stetigkeitseigenschaften berechnen lässt, heißt unbestimmter Ausdruck. Beispiele sind {\displaystyle {\tfrac {0}{0}},\,{\tfrac {\infty }{\infty }}} sowie {\displaystyle 0^{0}}. Letzterer Ausdruck entsteht bei Berechnungen von Potenzen, deren Basis und Exponent gleichzeitig gegen {\displaystyle 0} geht, und kann nicht bestimmt werden, wenn es keine Beziehung zwischen den beiden gibt.

## Geschichte
Bis Anfang des 19. Jahrhunderts haben Mathematiker anscheinend {\displaystyle 0^{0}=1} gesetzt, ohne diese Festlegung genauer zu hinterfragen. Augustin-Louis Cauchy listete allerdings {\displaystyle 0^{0}} gemeinsam mit anderen Ausdrücken wie {\displaystyle 0/0} in einer Tabelle von unbestimmten Ausdrücken. 1833 veröffentlichte Guillaume Libri eine Arbeit, in der er wenig überzeugende Argumente für {\displaystyle 0^{0}=1} präsentierte, die in der Folge kontrovers diskutiert wurden. Zur Verteidigung von Libri veröffentlichte August Ferdinand Möbius einen Beweis seines Lehrers Johann Friedrich Pfaff, der im Wesentlichen zeigte, dass  {\displaystyle \textstyle \lim _{x\to 0+}x^{x}=1} gilt, und einen angeblichen Beweis für  {\displaystyle \textstyle \lim _{t\to 0+}x(t)^{y(t)}=1}, falls  {\displaystyle \textstyle \lim _{t\to 0+}x(t)=\lim _{t\to 0+}y(t)=0} gelten, lieferte. Die Korrektheit dieses Beweises wurde durch das Gegenbeispiel {\displaystyle x(t)=e^{-1/t}} und {\displaystyle y(t)=t} rasch widerlegt.
Donald E. Knuth erwähnte 1992 im American Mathematical Monthly die Geschichte der Kontroverse und lehnte die Schlussfolgerung entschieden ab, dass {\displaystyle 0^{0}} undefiniert gelassen wird. Wenn man den Wert 1 für die Potenz {\displaystyle 0^{0}} nicht voraussetzt, verlangen viele mathematische Aussagen wie zum Beispiel der binomische Satz
{\displaystyle (a+b)^{n}=\sum _{k=0}^{n}{n \choose k}a^{k}b^{n-k}}
eine Sonderbehandlung für die Fälle {\displaystyle a=0} (am Index {\displaystyle k=0}) oder {\displaystyle b=0} (am Index {\displaystyle k=n}) oder {\displaystyle a+b=0} (bei {\displaystyle n=0}).
Ebenso kommt die Potenz {\displaystyle 0^{0}} in Potenzreihen wie beispielsweise für die Exponentialfunktion
{\displaystyle \mathrm {e} ^{t}=\sum _{n=0}^{\infty }{\frac {t^{n}}{n!}}}
für {\displaystyle t=0} am Index {\displaystyle n=0} oder in der Summenformel für die geometrische Reihe
{\displaystyle \sum _{k=0}^{n}q^{k}={\frac {1-q^{n+1}}{1-q}}}
für {\displaystyle q=0} am Index {\displaystyle k=0} vor. Auch hier hilft die Konvention {\displaystyle 0^{0}=1}.
Die angeführten Anwendungsfälle der Potenz {\displaystyle 0^{0}} sind (wie außerordentlich viele ähnliche andere) Aussagen über Polynome, Multinome oder Potenzreihen, bei denen der Exponent {\displaystyle y} des Terms {\displaystyle x^{y}} konstant 0 ist und die Basis {\displaystyle x} – eher ausnahmsweise – den Wert 0 annehmen kann. In allen diesen Fällen sind die vorkommenden Terme stetige Summanden oder Faktoren, die für invertierbares {\displaystyle x} den Wert 1 haben, deren Wert dann auch für die Lücke {\displaystyle x\to 0} mühelos (und ganz im Sinn von {\displaystyle 0^{0}=1}) als 1 stetig ergänzt werden kann.
Donald Knuth differenziert jedoch und schreibt: “Cauchy had good reason to consider {\displaystyle 0^{0}} as an undefined limiting form” (deutsch etwa: Cauchy hatte guten Grund, {\displaystyle 0^{0}} als unbestimmten Limes-Ausdruck zu betrachten), wobei er unter der limiting form {\displaystyle 0^{0}} Grenzprozesse der Form {\displaystyle \lim x(t)^{y(t)}} versteht, bei denen sich sowohl die Basis {\displaystyle x(t)} wie der Exponent {\displaystyle y(t)} für ein gewisses {\displaystyle t} der 0 beliebig nähern.
Mit dieser Maßgabe von Knuth sind die einfachen Fälle der Absolutglieder in Polynomen und Potenzreihen unmittelbar und pauschal gelöst, ohne dass es zu einem Konflikt mit einer detaillierten Betrachtung komplizierterer Grenzprozesse käme.

## Mengenlehre
In der Mengenlehre wird eine Potenz {\displaystyle B^{A}} zweier Mengen als Menge aller Funktionen von {\displaystyle A} nach {\displaystyle B} definiert, das heißt als Menge von Mengen {\displaystyle f} geordneter Paare {\displaystyle (a,b)}, sodass es zu jedem {\displaystyle a\in A} genau ein {\displaystyle b\in B} gibt mit {\displaystyle (a,b)\in f}. Bezeichnet man mit {\displaystyle |A|} die Mächtigkeit von {\displaystyle A}, so gilt {\displaystyle |B^{A}|=|B|^{|A|}} (für endliche Mengen, aber auch darüber hinaus), was die Potenzschreibweise für Mengen rechtfertigt. Nun gibt es genau eine auf der leeren Menge {\displaystyle \emptyset } definierte Funktion, das heißt Menge von Paaren mit obiger Eigenschaft, nämlich {\displaystyle \emptyset }. Daher gilt {\displaystyle B^{\emptyset }=\{\emptyset \}}, was auch für {\displaystyle B=\emptyset } richtig bleibt.
Die natürlichen Zahlen werden in der Mengenlehre rekursiv wie folgt definiert (siehe von Neumanns Modell der natürlichen Zahlen):
{\displaystyle 0:=\emptyset ,\,1:=\{0\}=\{\emptyset \},\,2:=\{0,1\}=\{\emptyset ,\{\emptyset \}\},\,3:=\{0,1,2\}=\dotsb }
Demnach gilt in der Mengenlehre:
{\displaystyle 0^{0}=\emptyset ^{\emptyset }=\{\emptyset \}=1}.
Das ist ein Beweis für {\displaystyle 0^{0}=1} in der Kardinalzahlarithmetik. Das hilft in der obigen Diskussion nicht weiter, denn dort haben wir es mit reellen Zahlen zu tun.

## Datenverarbeitung
In der Programmiersprache C liefert die Potenzfunktion pow() aus der Funktionsblibliothek math.h für pow(0,0) den Wert 1.
In JavaScript gilt das gleiche für Math.pow(0, 0).
Wolfram Alpha liefert für 0^0 das Ergebnis undefined.